# Motorový vůz 860

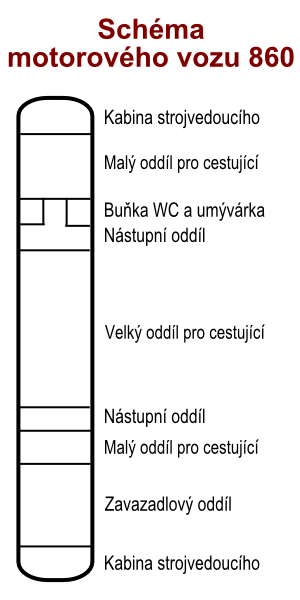
Schéma uspořádání interiéru vozu

Motorové vozy řady 860 byly vyrobeny ve dvou prototypech v roce 1974 ve Vagónce Studénka (nyní Škoda Vagonka). Původně byly označeny řadou M 474.0, kvůli nárůstu hmotnosti při výrobě obdržely řadu M 475.0, současné označení nesou od roku 1988. V současnosti již nejsou v provozu.

## Historie
Roku 1968 byl Výzkumnému ústavu kolejových vozidel zadán vývoj motorového čtyřnápravového vozu určeného pro výkony na hlavních neelektrifikovaných tratích. Požadavky obsahovaly výkon 600 koní (442 kW) a dieselový agregát (na rozdíl od předchozích vozů) umístěný pod podlahou vozu z důvodu úspory prostoru. Hrubé stavby obou vozů byly dokončeny již v roce 1970, avšak kvůli zpožděným dodávkám a změnám v použité regulaci výkonu byly oba prototypy označené řadou M 474.0 (později přeznačeny na M 475.0) dodány až v roce 1974.
Po zkouškách obou prototypů bylo doporučeno do sériové výroby zahrnout tyristorovou regulaci výkonu, unifikované stanoviště strojvedoucího, automatickou regulaci rychlosti a zvýšení výkonu motoru na 500 kW oproti původním 442 kW (později sníženo na 480 kW). Celkově mělo být vyrobeno 310 vozů této řady a dalších 100 ks odvozených vozidel pro údržbu trakčního vedení.
Sériová výroba těchto vozů však nebyla nikdy zahájena a to z důvodu změn v plánech výroby průmyslových podniků. Vzniklá mezera ve vozovém parku ČSD byla zaplněna vozy řady M 152.0 (nyní řada 810).

## Popis
Motorový vůz má délku 24,5 metrů a hmotnost 56 tun (druhý prototyp je o 900 kg lehčí). Plně obsazený pojme 64 osob k sezení a 60 ke stání. Vůz je rozdělen na průchozí stanoviště strojvedoucího, zavazadlový prostor, malý oddíl pro cestující (8 míst), nástupní prostor, velký oddíl pro cestující (40 míst), zadní nástupní prostor s odděleným WC a umývárnou. V poslední části vozu se pak nachází středně velký oddíl pro cestující (16 míst) a zadní průchozí stanoviště strojvedoucího. Spalovací naftový motor je vzhledem k úspoře místa umístěn pod podlahou. Tento agregát je původem francouzský motor Pielstick 6 PA4-H-185 s nepřímým vstřikem paliva a přeplňováním.

## Provoz

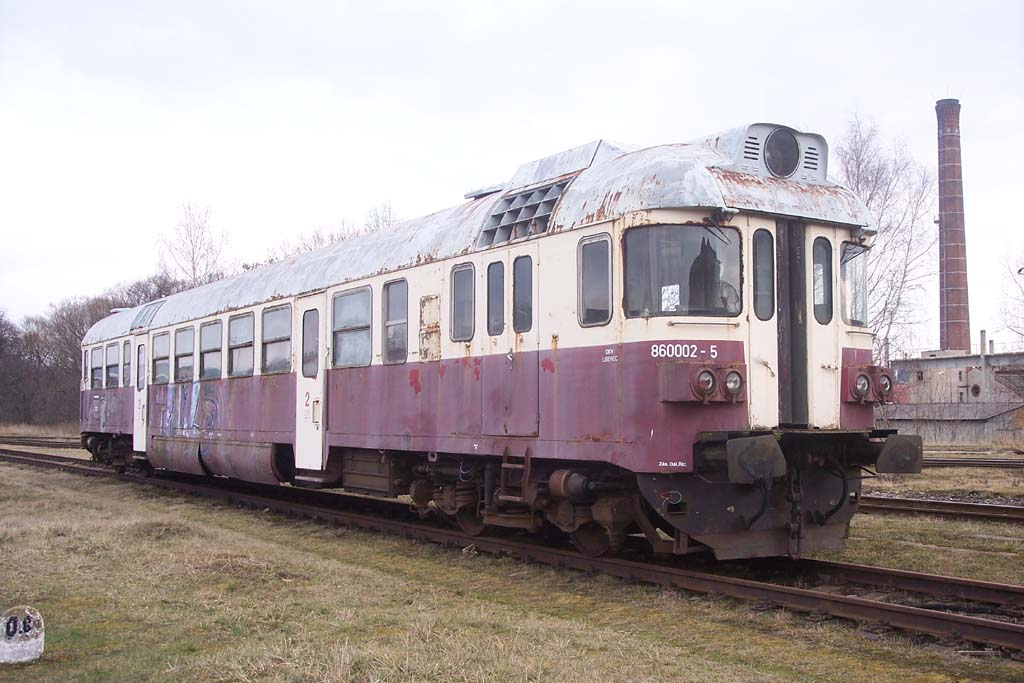
Vůz odstavený v areálu PP Meziměstí

Oba dva vozy typu 860 byly v roce 1974 zařazeny do zkušebního provozu v lokomotivním depu Hradec Králové. Již zkušební jízdy prokázaly vysokou poruchovost a hlučnost vozu, avšak také vhodnost zvolené konstrukce. Roku 1977 byly na prototypech provedeny změny plánované pro neuskutečněné sériové vozy a byly předány zpět do LD Hradec Králové, kde byly používány pro výkony na osobních vlacích na trati Hradec Králové – Jičín – Turnov.
Roku 1985 byly oba vozy uzpůsobeny pro vozbu jednotky k měření kolejového svršku. K tomuto účelu byly střídavě nasazovány až do roku 1996, kdy byly znovu rekonstruovány pro provoz na osobních vlacích. Kvůli poruchám na obou vozech a nutnosti nákladné rekonstrukce však k osobnímu provozu nedošlo. Oba vozy byly odstaveny v PP Meziměstí (PJ Trutnov, DKV Česká Třebová), kde deset let chátraly. V roce 2007 byl vůz 001 předán Národnímu technickému muzeu a odstaven v jeho depozitáři v Chomutově. Vůz 002 je v soukromém vlastnictví a je v rekonstrukci.